# Miriam Hopkins
Ellen Miriam Hopkins (født 18. oktober 1902, død 9. oktober 1972) var en amerikansk film- og tv-skuespiller, som var kendt for sin alsidighed. Hun underskrev for første gang med Paramount i 1930 og arbejdede sammen med Ernst Lubitsch og Joel McCrea blandt mange andre. Hendes langløbende fejde med Bette Davis var offentliggjort kendt. Senere blev hun en pioner inden for tv-drama. Hopkins var en fremtrædende Hollywood-værtinde, der bevægede sig i intellektuelle- og kreative cirkler.

## Opvækst
Hopkins blev født i Savannah, Georgia til Homer Hopkins og Ellen Cutler og opvokset i Bainbridge, nær grænsen til Alabama. Hun havde en ældre søster, Ruby. Hendes tipolderfar, Bainbridges fjerde borgmester hjalp med at etablere St. John's Episcopal Church i Bainbridge, hvor Hopkins sang i koret.
I 1909 boede hun kort i Mexico. Efter hendes forældre skilt, flyttede hun som en teenager med sin mor til Syracuse, New York, for at være i nærheden af sin onkel, Thomas Cramer Hopkins, leder af Geologisk fakultetet på Syracuse University.
Hun gik på Goddard Seminarium i Barre, Vermont (som senere blev Goddard College i Plainfield, Vermont) og Syracuse University (i New York). Hun kom i uføre med sin far, og da hun i 1922 i en alder af19 år ansøgte om et pas som forberedelse til en teaterturne i Sydamerika, noterede hun sin adresse som "ukendt".

## Karriere
I en alder af 20 år blev Hopkins en kor pige i New York City. I 1930 underskrev hun med Paramount Pictures og lavede sin officielle filmdebut i  Bedre Folks Børn. Hendes første store succes var i 1931 gyser-drama filmen Dr. Jekyll og Mr. Hyde, hvor hun skildrede den prostitueret Ivy Pearson, der bliver forankret med Jekyll og Hyde. Hopkins modtog gode anmeldelser, men på grund af filmens potentielle kontrovers og sin karakter blev mange af hendes scener skåret før den officielle udgivelse, hvilket reducerede hendes skærmtid til ca. fem minutter.
Ikke desto mindre er hendes karriere fart derefter og i 1932 hun scorede sit gennembrud i Ernst Lubitschs Madame forelsker sig, hvor hun beviste sin charme og humor som en smuk og jaloux lommetyv. Under pre-code Hollywood i begyndelsen af 1930'erne optrådte hun i Den smilende Løjtnant, Natten til d. 13. august og At elske, som alle var økonomiske succeser og krititiker roste. Hendes pre-kode film blev anset for vovet på det tidspunkt, med Natten til d. 13. august, der skildre en voldtægtsscene og At elske, som byder på en ménage à trois med Fredric March og Gary Cooper. Hun havde succes årtiet ud med den romantiske komedie Den rigeste pige i verden, det historiske drama Becky Sharp, som hun blev nomineret til en Oscar for bedste kvindelige hovedrolle for, Roulettens dronning, De Tre (den første af fire film med instruktør William Wyler) og Den ugifte moder.
Hopkins var en af de første skuespillerinder kontaktet for at spille rollen som Ellie Andrews i Det hændte en nat. Hun afviste imidlertid den rolle og Claudette Colbert blev castet i stedet. Hun lagde audition for rollen som Scarlett O'Hara i Borte med blæsten, med en fordel ingen af de andre kandidater havde: hun var en indfødt georgianer. Men den rolle gik til Vivien Leigh. Interessant nok vandt både Colbert og Leigh Oscars for deres præstationer.
Hopkins havde meget omtalte kampe med sin ærkefjende Bette Davis (Hopkins troede Davis havde en affære med Hopkins' mand på det tidspunkt, Anatole Litvak), når de spillede sammen i deres to film Den ugifte moder og Old Acquaintance. Davis indrømmede nød en scene i Old Acquaintance, hvor hun ryster Hopkins kraftigt, hvor Hopkins' karakter gør ubegrundede beskyldninger mod Davis'. Der var endda pressebilleder taget med begge divas i en boksring med handsker og med instruktør Vincent Sherman mellem de to. Davis har beskrevet Hopkins som en "forfærdelig god skuespiller", men også "frygtelig jaloux" i senere interviews.
Efter Old Acquaintance optrådte Hopkins ikke i film indtil Arvingen, hvor hun spillede hovedpersonens tante. I Mitchell Leisens komedie Hvedebrødsdage fra 1951, gav hun en komisk optræden som moren til Gene Tierneys karakter. Hun medvirkede også i The Children's Hour, som er den teatrale basis for hendes film De tre. I genindspilningen spillede hun tanten til Shirley MacLaine.
Hopkins var en tv-pioner, og som i tv-spil i tre årtier, der spænder over slutningen af 1940'erne til slutningen af 1960'erne, i programmer som Chevrolet Tele-Theater, Pulitzer Prize Playhouse, Lux Video Teater, The Outer Limits og endda en episode af The Flying Nun i 1969.
Hun har to stjerner på Hollywood Walk of Fame: en for film på 1701 Vine Street og en for tv på 1708 Vine Street.

## Privatliv
Hopkins blev gift og skilt fire gange:
Først ægteskab var med skuespiller Brandon Peters.
Anden ægteskab var med pilot og manuskriptforfatter Austin Parker,
Tredje ægteskab var med instruktør Anatole Litvak.
Fjerde ægteskab var med krigskorrespondent Raymond B. Brock.
I 1932 adopterede Hopkins en søn, Michael T. Hopkins (29. marts 1932 - 5. oktober 2010).
Hun var kendt for at være vært for elegante fester. John O'Hara, en hyppig gæst, bemærkede, at
| Citat | most of her guests were chosen from the world of the intellect...Miriam knew them all, had read their work, had listened to their music, had bought their paintings. They were not there because a secretary had given her a list of highbrows. | Citat |
|       | |       |

Hun var en trofast demokrat, som kraftigt støttede præsidentskabet af Franklin D. Roosevelt.

## Død
Hopkins døde i New York City fra et hjerteanfald ni dage før sin 70 års fødselsdag. Hun er begravet i Oak City Cemetery i Bainbridge, Georgia.

## Filmografi
| År   | Titel                       | Rolle                      | Noter |
| ---- | --------------------------- | -------------------------- | --- |
| 1930 | Fast and Loose              | Marion Lenox               | Hopkins' filmdebut |
| 1931 | Den smilende Løjtnant       | Princess Anna              | Den første af 3 film med Hopkins instrueret af Lubitsch |
| 1931 | 24 timer                    | Rosie Duggan               | |
| 1931 | Dr. Jekyll og Mr. Hyde      | Ivy Pearson                | |
| 1932 | Two Kinds of Women          | Emma Krull                 | |
| 1932 | Dancers in the Dark         | Gloria Bishop              | |
| 1932 | Den røde kaptajn            | Maria Yaskaya              | |
| 1932 | Madame forelsker sig        | Lily                       | Anden film instrueret af Lubitsch med Hopkins |
| 1933 | Natten til d. 13. august    | Temple Drake               | |
| 1933 | The Stranger's Return       | Louise Starr               | |
| 1933 | At elske                    | Gilda Farrell              | Tredje og sidste film Hopkins og Lubitsch indspillede sammen. |
| 1934 | All of Me                   | Lydia Darrow               | |
| 1934 | Hun elsker mig ikke         | Curly Flagg                | |
| 1934 | Den rigeste pige i verdenen | Dorothy Hunter             | Første af fem films Hopkins og McCrea indspillede sammen. |
| 1935 | Becky Sharp                 | Becky Sharp                | Nomineret – Oscar for bedste kvindelige hovedrolle Den første spillefilm indspillet i 3-stribe Technicolor-processen. |
| 1935 | Roulettens dronning         | Mary 'Swan' Rutledge       | Anden film med Hopkins og McCrea |
| 1935 | Et moderne ægteskab         | Phyllis Manning Lorrimore  | Tredje film med Hopkins og McCrea |
| 1936 | De tre                      | Martha Dobie               | Denne film var en filmatisering af skuespillet fra 1934: The Children's Hour af Lillian Hellman. Fjedre film med Hopkins og McCrea                                                                                           |
| 1936 | Mænd er ikke Guder          | Ann Williams               | |
| 1937 | The Woman I Love            | Madame Helene Maury        | Hopkins giftede sig med instruktør Anatole Litvak kort efter denne film var blevet indspillet. Det er den eneste film Hopkins indspillede med Paul Muni                                                                      |
| 1937 | Jeg vil ha' en mand         | Virginia Travis            | Sidste film Hopkins og McCrea indspillede sammen |
| 1937 | Wise Girl                   | Susan 'Susie' Fletcher     | |
| 1939 | Den ugifte moder            | Delia Lovell Ralston       | Den første af to film Hopkins indspillede med Bette Davis |
| 1940 | Virginia City               | Julia Hayne                | Hopkins spillede sammen med Errol Flynn |
| 1940 | Lady with Red Hair          | Mrs. Leslie Carter         | |
| 1942 | A Gentleman After Dark      | Flo Melton                 | |
| 1943 | Old Acquaintance            | Millie Drake               | Anden af to film Hopkins indspillede med Bette Davis. |
| 1949 | Arvingen                    | Lavinia Penniman           | Nomineret – Golden Globe Award for bedst kvindelige skuespiller – Spillefilm |
| 1951 | Hvedebrødsdage              | Fran Carleton              | |
| 1952 | De forviste                 | Mrs. Shipton/'The Duchess' | |
| 1952 | Carrie                      | Julie Hurstwood            | |
| 1961 | The Children's Hour         | Lily Mortar                | Hopkins havde medvirket i den originale filmatisering af skykket The Children's Hour med titlen De tre i rollen som Martha Dobie. I denne film spiller Shirley MacLaine Martha og Miriam Hopkins spillede hendes Tante Lily. |
| 1964 | Fanny Hill                  | Mrs. Maude Brown           | |
| 1966 | Den djævelske jagt          | Mrs. Reeves                | Hopkins spillede moren til Robert Redfords karakter |
| 1970 | Savage Intruder             | Katharine Parker           | Hopkins' sidste film |